# يورغن فيرنر (لاعب كرة قدم)
يورغن فيرنر (بالألمانية: Jürgen Werner)‏ (27 أبريل 1967 بلينتس في النمسا - ) هو لاعب كرة قدم نمساوي في مركز الدفاع. شارك مع منتخب النمسا لكرة القدم. أما مع النوادي، فقد لعب مع لاسك لينتس وUnion St. Florian ‏.

## وصلات خارجية
- يورغن فيرنر (لاعب كرة قدم) على موقع قاعدة بيانات كرة القدم.إي يو (الإنجليزية)